# Ewen Costiou
Ewen Costiou (* 10. listopadu 2002) je francouzský profesionální silniční cyklista jezdící za UCI WorldTeam Arkéa–B&B Hotels.

## Hlavní výsledky
2019
Trophée Sebaco
 celkový vítěz
Penn Ar Bed–Pays d'Iroise
2. místo celkově
3. místo Ronde du Printemps
Tour du Gévaudan Occitanie
5. místo celkově
Grand Prix KBA–Vérandaline
5. místo celkově
9. místo Finisterienne–Loperhet
2020
2. místo Grand Prix de la Saint-Laurent
Ronde des Vallées
3. místo celkově
2021
Národní šampionát
4. místo časovka do 23 let
2022
Tour de Bretagne
vítěz 6. etapy
Tour du Pays de Monbéliard
2. místo celkově
 vítěz soutěže mladých jezdců
Středozemní hry
 2. místo silniční závod
2023
2. místo Paříž–Camembert
8. místo Classic Grand Besançon Doubs
9. místo Grand Prix de Wallonie
10. místo Giro dell'Appennino

### Výsledky na Grand Tours
| Grand Tour      | 2024 |
| --------------- | ---- |
| Giro d'Italia   | 90   |
| Tour de France  |      |
| Vuelta a España |      |

| —   | Nezúčastnil se |
| DNF | Nedokončil     |